# Taruda
Taruda is een geslacht van vlinders van de familie sikkelmotten (Oecophoridae), uit de onderfamilie Depressariinae.

## Soorten
- T. apicella Walker, 1864
- T. cuneatella Walker, 1864
- T. haemoplecta Meyrick, 1931
- T. hemiommata (Zeller, 1877)
- T. leucochna Meyrick, 1921